# August Zamoyski

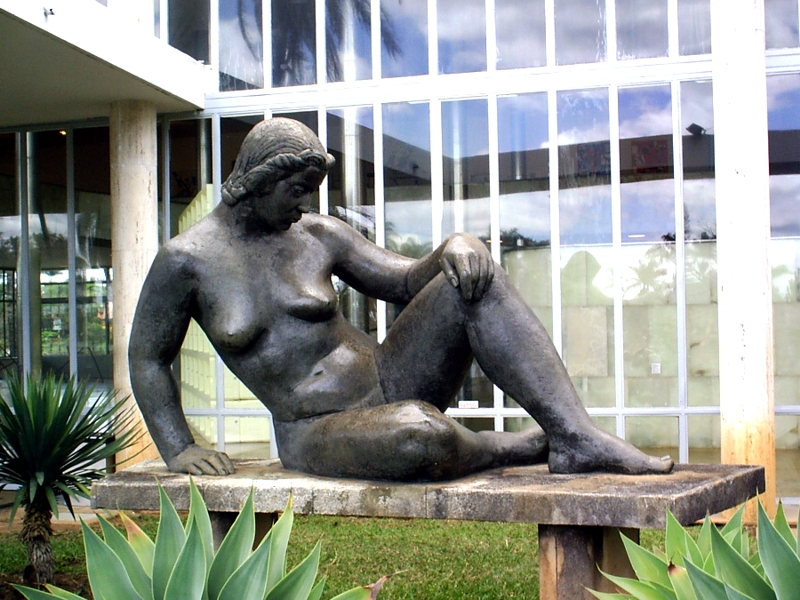
Nu, Museu de Arte da Pampulha, Belo Horizonte, Brasil.

El conde August Zamoyski (Jabłoń, 28 de junio de 1893 - Saint-Clar-de-Rivière, 19 de mayo de 1970) fue un escultor polaco, miembro de los grupos Bunt y Formiści. Fue autor de composiciones en piedra de formas simplificadas y geométricas. Sus primeras obras estuvieron influidas por el cubismo francés y el futurismo italiano. Desde 1920 desarrolló su propio estilo, de signo monumental y con referencias clásicas. En su último periodo realizó obras de expresión religiosa.

## Obras
- Ich dwoje (1917)
- Retrato de Leopold Zborowski (1924)
- Akt (1928)
- Głowa Wierki (1928)
- Monumento a Fryderyk Chopin, Río de Janeiro (1944)
- Monumento a Assis Chateaubriand, São Paulo (1950)